# Richland County (Ohio)
 For alternative betydninger, se Richland County. (Se også artikler, som begynder med Richland County)
Richland County er et county i den amerikanske delstat Ohio.

## Demografi
Ifølge folketællingen fra 2000 boede der 128,852 personer i amtet. Der var 49,534 husstande med 34,277 familier. Befolkningstætheden var 100 personer pr. km². Befolkningens etniske sammensætning var som følger: 88.16% hvide, 9.43% afroamerikanere.
Der var 12,200 husstande, hvoraf 30.90% havde børn under 18 år boende. 54.30% var ægtepar, som boede sammen, 11.40% havde en enlig kvindelig forsøger som beboer, og 30.80% var ikke-familier. 26.50% af alle husstande bestod af enlige, og i 10.90% af tilfældene boede der en person som var 65 år eller ældre.
Gennemsnitsindkomsten for en husstand var $37,397 årligt, mens gennemsnitsindkomsten for en familie var på $45,036 årligt.